# Hieracium leiopogon
Hieracium leiopogon es una especie de planta con flor del género Hieracium, de la familia Asteraceae, orden Asterales.

## Distribución
Hieracium leiopogon se distribuye por Córcega, Francia, Cerdeña y Suiza.

## Taxonomía
Fue descrita científicamente por Gren. ex Verlot.
Tratamiento taxonómico
La especie aparece registrada en una sección de la publicación Bull. Soc. Statist. Dép. Isère.